# Hortera

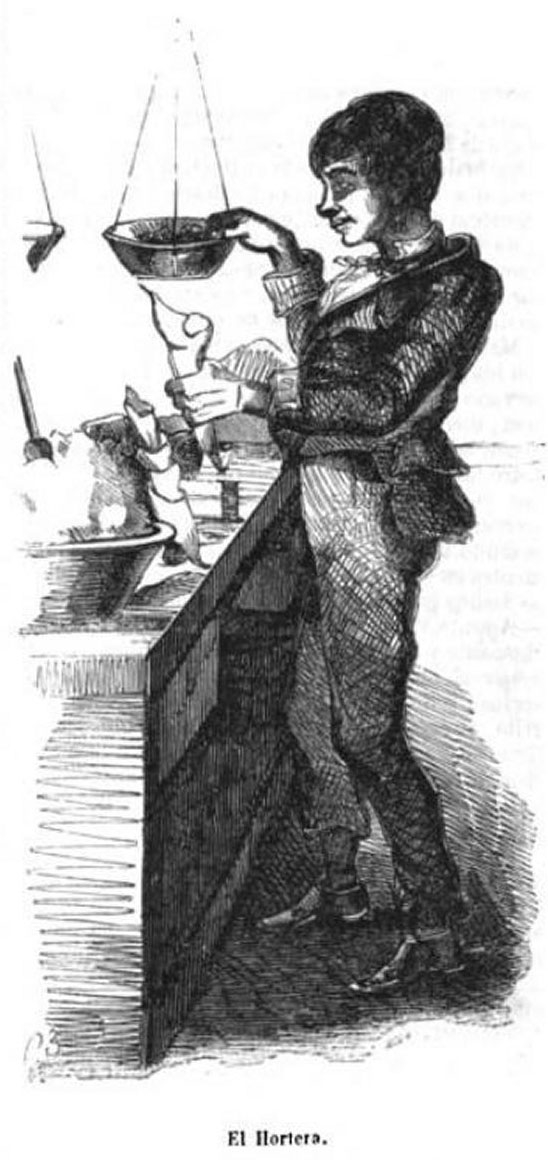
"El Hortera", según una ilustración de Los españoles pintados por sí mismos (ed. 1851).

Hortera, en su significado y denominación original, era el dependiente, mancebo, mozo o menestral empleado en el floreciente comercio de la burguesía madrileña del siglo XIX y primer tercio del XX, retratado a menudo por sus contemporáneos como personaje pintoresco y castizo.
Fue descrito con precisión por maestros de la literatura del realismo español, como Benito Pérez Galdós y su émulo Ramón Pérez de Ayala, o literatos multifacéticos como Ramón Gómez de la Serna, y apareció como personaje coral muy frecuente en la zarzuela.
A partir de la década de 1970, el término se usó con tono peyorativo para designar al individuo que viste y se acicala de forma llamativa y sin gusto, cercano a la estética del movimiento kitsch, de origen germano, y como epíteto despectivo para adjetivar lo vulgar, zafio o de mal gusto.
Así aparece ya reconocido como primera acepción o significado de uso lingüístico en el Diccionario de la lengua española, de la Real Academia Española, y tras haber generado el sustantivo horterada, vulgarismo sinónimo de cosa o acción sin gusto.

## El hortera castizo
Personaje complementario, protagonista menor de la cultura popular del Madrid decimonónico, el hortera, literario y zarzuelero, se cuela en la copla refranera como en aquella que canta las virtudes de la Tía Javiera, singular productora de “rosquillas del Santo”:

Pronto no habrá, ¡Cachipé! en Madrid duque ni hortera
que con la tía Javiera emparentado no esté.

Otro personaje, también mujer, de mítico y legendario casticismo madrileño fue Pepa la Naranjera, mencionada por Pedro de Répide, que citando a Mesonero, la describe como hermosa, redicha y brava hortera, vecina de la calle del Prado, donde tenía su puesto de fruta esquina a la calle del Príncipe a comienzos del siglo XIX.
Otras grandes capitales españolas presentan tipos similares de la iconografía del hortera; así, por ejemplo, el cajero hispalense, prototipo sevillano del modelo madrileño, o el factor valenciano. Hortera aparece usado también por traductores como Manuel Ortega y Gasset como símil de shopboy, como puede leerse en su traducción de El viudo Lovel, de Thackeray.

### En la literatura

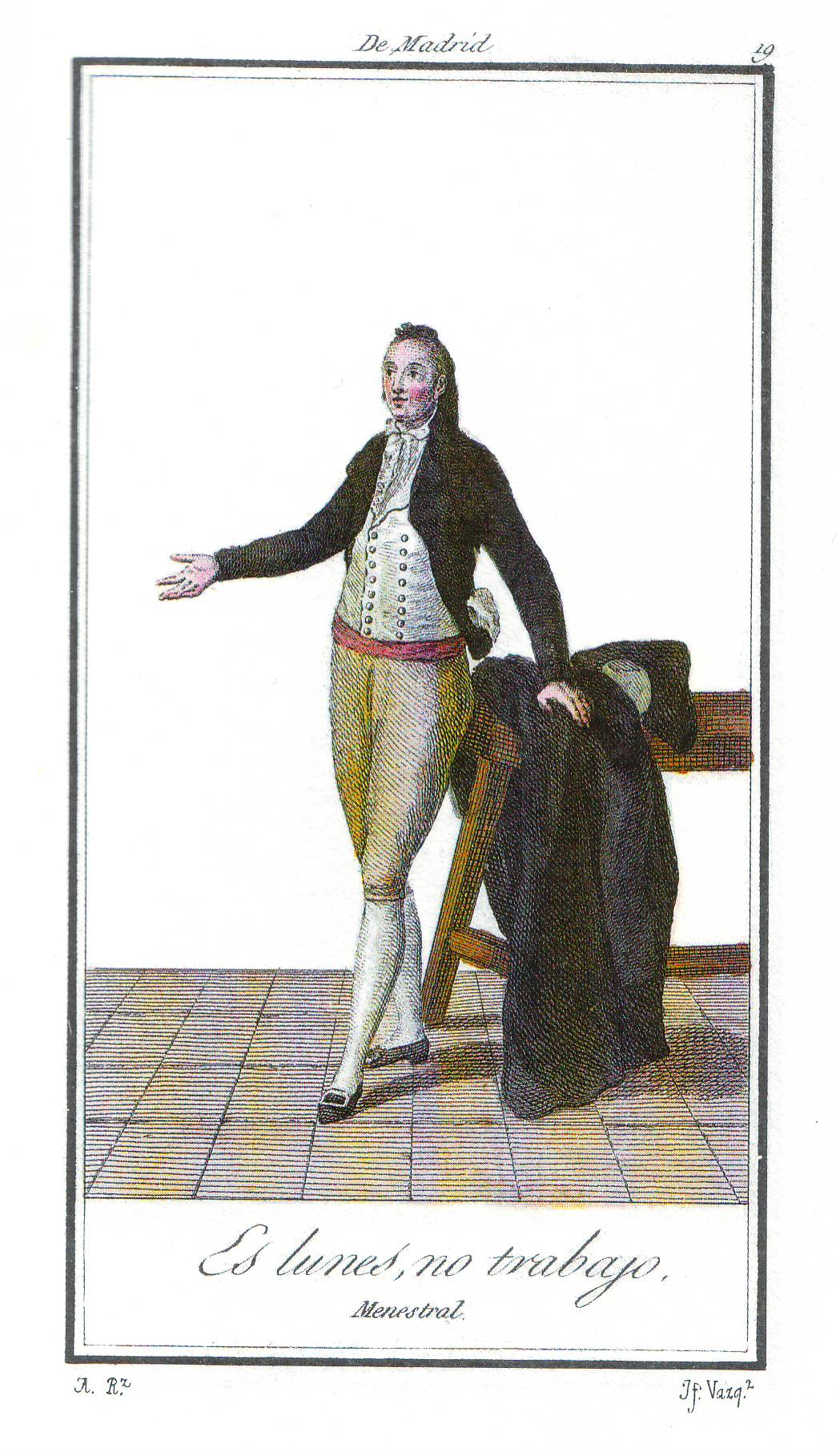
Menestral gremio mayor en el que se encontraban los horteras, en el catálogo de trajes de Madrid, dibujado por Antonio Rodríguez Onofre, y publicado en 1801.

Benito Pérez Galdós recreó la personalidad del hortera en muchas de sus novelas. Pueden citarse personajes como Juan Santanita (por el apellido y los modos posible epígono del autor) en La incógnita y Realidad, el Serafinito de Voluntad, y otros muchos secundarios.
De las variopintas descripciones que hace del hortera madrileño valga como ejemplo esta que aparece en el primer libro de Fortunata y Jacinta, del ambiente pre-navideño en la calle de Toledo un imaginario 20 de diciembre de 1873:

Las bocas de las tiendas, abiertas entre tanto colgajo, dejaban ver el interior de ellas tan abigarrado como la parte externa, los horteras de bruces en el mostrador, o vareando telas, o charlando. Algunos braceaban, como si nadasen en un mar de pañuelos. El sentimiento pintoresco de aquellos tenderos se revela en todo. Si hay una columna en la tienda la revisten de corsés encarnados, negros y blancos, y con los refajos hacen graciosas combinaciones decorativas.
Benito Pérez Galdós: Fortunata y Jacinta (libro I, primera parte, cap. IX.1 )

### En la zarzuela
Personajes frecuentes en los salones de baile y en las verbenas populares de la capital de España, lo fueron también, como reflejo, en las más castizas zarzuelas. Como en este pasaje del Cuadro tercero de La verbena de la Paloma, firmado por Ricardo de la Vega:

En el salón de baile hay bancos de madera todo alrededor, llenos de gente que presencia el baile. Parejas de distintas clases aparecen bailando al compás del piano de manubrio. Las aceras están llenas de gente que mira el baile. En las barandillas de madera que forman el salón se ven algunos Guardias de orden público. A la puerta del comercio de sedas aparecen sentados en sillas don Sebastián, Doña Severiana (su mujer) y Doña Mariquita, amiga de ambos. Teresa (sobrina de aquellos) y Candelaria (hija de doña Mariquita) bailando con dos jóvenes horteras. Mucha animación, don Sebastián aplaude y jalea a las parejas que van pasando muy agarradas, como ahora se estila
Ricardo de la Vega

## Los nuevos horteras
Algunos estudios sobre el tema localizan la aparición del nuevo hortera y la horterada (ya con carácter nacional y no circunscrito a la capital de España) al final de la década de 1960, coincidiendo con el ocaso del franquismo y la caprichosa liberalización de las tradicionales formas encorsetadas del pueblo español, abierto por fin sin pudor a las modas extranjeras, y en el estratégico momento determinado por la estética llamativa, colorista y acaramelada que siguió a la moda beat, importada desde Estados Unidos e Inglaterra, definida por la lentejuela, el pantalón acampanado, las grandes solapas y los zapatos de tacón rococó, popularizada por singulares estrellas de la música como lo fueron Queen, The Bee Gees, David Bowie o el cuarteto sueco ABBA. El término, en su conjunto ideológico hortera y horterada, degeneró progresivamente en su vertiente más peyorativa, entre lo cursi y lo provocador, tal y como finalmente sería reconocido por la Real Academia.